# Nestorianizm

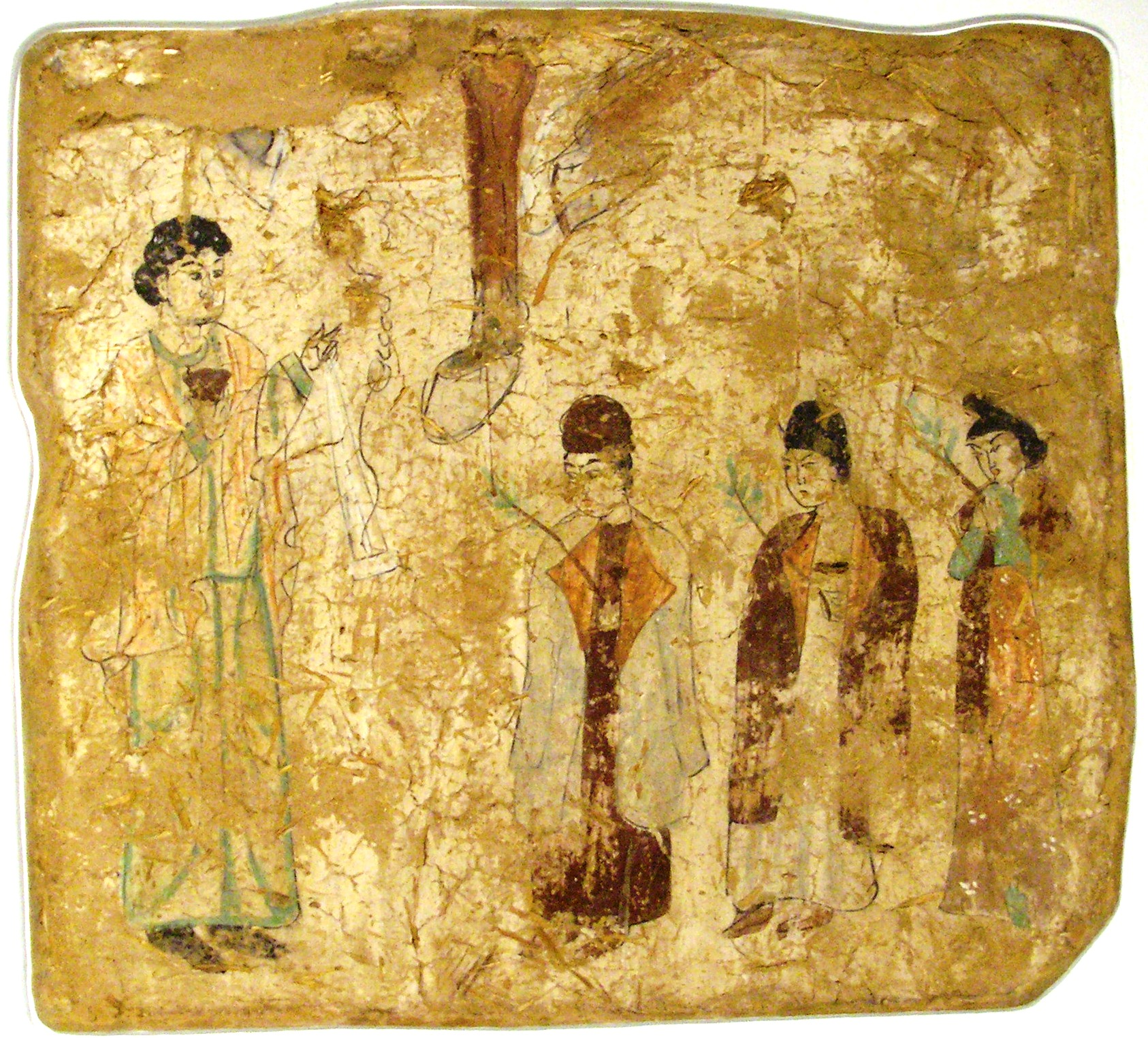
Kapłani nestoriańscy w procesji na Niedzielę Palmową. Fresk z VII lub VIII w. w nestoriańskim kościele w Gaochang w Chinach.

Język syryjski i chrześcijaństwo syryjskie na Bliskim Wschodzie i w Azji

Nestorianizm – chrześcijańska doktryna chrystologiczna zapoczątkowana w latach 428–431 w wyniku kontrowersji powstałej wokół nauczania Nestoriusza, patriarchy Konstantynopola, na temat relacji między dwiema naturami, boską i ludzką, Jezusa Chrystusa. Potępiona jako herezja przez sobór efeski (431 r.), dała początek licznym Kościołom wschodnim, które żyły w izolacji od Wielkiego Kościoła. Dzisiejsi nestorianie niekoniecznie podtrzymują nauczanie teologa, od którego wzięły swą nazwę. Doktryna nestorianizmu, na swój sposób interpretując implikacje poglądów chrystologicznych szkoły antiocheńskiej, oddzielała dwie natury w Chrystusie, ludzką i boską, uznając ich złączenie jedynie na płaszczyźnie funkcjonalnej, a nie ontologicznej.

## Zasadnicze poglądy
Doktryna nestorianizmu została zapoczątkowana przez poglądy Nestoriusza, który został patriarchą Konstantynopola 10 kwietnia 428 r. Nestoriusz, podkreślając realność i pełnię ludzkiej natury Jezusa Chrystusa, wypowiadał się o niej jako o rzeczywistości odrębnej od natury Słowa. Patriarcha inspirował się nauczaniem szkoły antiocheńskiej, m.in. Diodora z Tarsu i Teodora z Mopsuestii, kształtującej się w opozycji do modnej w owym czasie heterodoksyjnej doktryny apolinaryzmu. Nie uznawał nauczanej przez aleksandryjską szkołę zasady teologicznej zwanej Communicatio Idiomatum, która przyjmowała współorzekanie przymiotów boskich i ludzkich w odniesieniu do Chrystusa.
W konsekwencji w swych kazaniach patriarcha Nestoriusz zaczął zaprzeczać rozpowszechnionemu przekonaniu wyrażanemu w wierze i modlitwie Kościoła, że Chrystus narodził się z Marii z Nazaretu jako Bóg (Logos). Maria, według niego, nie mogła być nazywana Rodzącą Boga (gr. Theotokos), lecz jedynie Rodzącą Chrystusa (gr. Christotokos). Bóg, jako wieczny, nie mógł narodzić się z ludzkiej matki, ani tym bardziej umrzeć. Jedynie o człowieku można mówić, że urodził się i umarł. W konsekwencji doktryna ta rozumiała, że Jezus Chrystus był zwykłym człowiekiem, w którym zamieszkał Bóg-logos, „jak w świątyni”. Logos, Słowo, o którym mówi prolog Ewangelii św. Jana (por. J 1,1-18), był jedynie związany z człowiekiem, Jezusem z Nazaretu. Według Cyryla z Aleksandrii, głównego adwersarza Nestoriusza, było to wskrzeszenie heterodoksyjnej IV-wiecznej doktryny o dwóch synach w Jezusie Chrystusie: Synu Boga (Ojca) i synu człowieka (Marii). Ponieważ nauczanie to nie pozostawało w kręgu samych teologicznych, teoretycznych rozważań, ale miało bezpośrednie przełożenie na liturgię, wzbudziło ostre sprzeciwy duchownych i wiernych. Zadziałała tu zasada lex orandi, lex credendi uznająca ścisłe powiązanie treści doktryny chrześcijańskiej z treścią modlitwy.
Reakcją na nestorianizm była doktryna monofizytyzmu. By obronić jedność osoby Jezusa Chrystusa, monofizyci upatrywali w Chrystusie zlanie się dwóch natur, boskiej i ludzkiej, w jedną hipernaturę. Obydwa rozwiązania zostały uznane za nieortodoksyjne i zastąpione przyjętą na soborze chalcedońskim (451 r.) chrystologią papieża Leona Wielkiego, która w dużej mierze szła po liniach wytyczonych przez chrystologię Augustyna z Hippony (354–430). Formuły papieskie zawierały m.in. pojęcie unii hipostatycznej jako oddające właściwie relacje między dwiema naturami Słowa, które stało się ciałem (por. J 1,14).

## Rozwój historyczny
Doktryna patriarchy Nestoriusza, ogłoszona przez niego po raz pierwszy w publicznie w kazaniu na Boże Narodzenie 429 roku, natychmiast wzbudziła sprzeciw duchownych teologów i wiernych świeckich, zwłaszcza ze szkoły aleksandryjskiej. Szczególnie ostro wystąpił przeciwko Nestoriuszowi patriarcha Aleksandrii Cyryl, którego poparł swym autorytetem papież i władze świeckie Cesarstwa. By bardziej dobitnie wyrazić błędy ujęć nestoriańskich, Cyryl w połowie 431 r. sformułował zbiór dwunastu anatematyzmów, w których uznawał patriarchę Konstantynopola za zasługującego na wyłączenie ze wspólnoty Kościoła. Nestoriusz odpowiedział własnymi dwunastu anatematyzmami skierowanymi przeciw Cyrylowi. Cesarz Teodozjusz II prawdopodobnie na prośbę Nestoriusza doprowadził do  zwołania  22 czerwca 431 soboru powszechnego w Efezie. Sobór zakończył się potępieniem nauk Nestoriusza i złożeniem go z urzędu patriarszego.
Sam Nestoriusz w Księdze Herakleidesa (lub Bazar Herakleidesa), odkrytej na początku XX w. apologii, którą napisał 20 lat po powstaniu kontrowersji, przekonywał, że chrystologia papieża Leona Wielkiego, kanonizowana przez sobór chalcedoński (451 r.), jest według niego teologicznie zadowalająca. Jednak według J.N.D. Kelly’ego, mimo ewidentnie dojrzalszego i bardziej stonowanego sposobu wyrażania się, Nestoriusz pozostał wierny swemu podstawowemu twierdzeniu, odrzucającemu unię osobową. Dwie natury pozostają w Chrystusie odrębne, gdyż nie jest możliwe, aby Słowo-Logos cierpiało, skoro jego natura nie poddaje się cierpieniu.
Nestoriusz został przez cesarza odosobniony i wkrótce zmarł, natomiast kontynuatorów jego doktryny władze świeckie poddały prześladowaniom, wskutek których masowo wyemigrowali poza granice Cesarstwa Rzymskiego – do Persji. W ten sposób granice Rzymu opuściła między innymi słynna nestoriańska szkoła teologiczna działająca w Edessie, która przeniosła się do perskiego Nisibisu.
W Mezopotamii, pod władzą Sasanidów, doszło do rozkwitu nestorianizmu – nestorianie utworzyli potężny Kościół Wschodu z własnym patriarchą, całkowicie odcięty od Wielkiego Kościoła, liczący w okresie swego rozkwitu setki diecezji i miliony wiernych na przestrzeni od Mezopotamii do Chin. Jego spadkobiercami są istniejące do dziś: Kościół asyryjski, Kościół chaldejski i Kościoły wschodnie (które wyparły się doktryny Nestoriusza) oraz Starożytny Kościół Wschodu. Rzeczywiście, od końca VI wieku podstawą nauki tych Kościołów nie jest doktryna nestoriańska w formie, którą nadał jej sam Nestoriusz, lecz raczej we wcześniejszej postaci, opartej na pismach Teodora z Mopsuestii i zmodyfikowanej przez jednego z doktorów Kościoła nestoriańskiego Babaja Wielkiego. Tym niemniej podstawowe założenia teologii tego Kościoła nadal są nestoriańskie.